# Октогон (архитектура)
Октогон, Октагон (др.-греч. οκτωγωνων — восьмиугольник, лат. οctοgοn — восьмиугольник) — геометрическая фигура, восьмигранник (нем. Oktogon), в отличие от общего значения слова в архитектуре используется как в качестве элемента орнамента, так и в качестве основы планировки центрических сооружений.
По преданию, первый архитектурный октогон образовался вокруг колонны Симеона Столпника (начало V в.), а затем он оказался включённым внутрь крестово-купольной церкви в Калат-Семане (Сирия). Такой восьмигранник часто изображают на иконах Св. Симеона Столпника. Архитектурный восьмигранник рассматривали и в символическом плане в качестве динамического развития формы квадрата к окружности — наиболее совершенной форме (символика античной задачи о квадратуре круга). Квадрат рассматривали как символ земли, круг — символ неба. В эпоху итальянского Возрождения архитекторы предпочитали форму круга — постройки типа ротонды — и полусферические купола, символизирующие небесный свод и само совершенство.
С конструктивной точки зрения восьмиугольник прочнее как куба, так и цилиндра. Однако в античности предпочтение отдавали периптерам и круглым постройкам — моноптерам и толосам. Исключением является восьмигранная «Башня ветров» в Афинах (середина I века до н. э.), но только потому, что строителям необходимо было отразить символику восьми ветров. Октостильным храмом в Древней Греции называли разновидность периптера или диптера, имеющих по восемь колонн (др.-греч. στυλος — столб, колонна) на переднем и заднем фасадах.
Октогоны использовали древние римляне. Центральный зал «Золотого дома» императора Нерона в Риме (64—68 гг. н. э.) является восьмиугольным планом, он так и называется — Октогон. Формальное совершенство и динамическая симметрия построения: два квадрата, наложенные друг на друга с поворотом на 45°, как при построении квадрифолия, помимо конструктивной прочности, послужили поводом для придания восьмиграннику символического значения в христианстве: восьмой день после семи дней творения — «конец времён» и воскрешение к вечной жизни, которое даёт таинство крещения. Число восемь символизирует также соединение четырёх земных и четырёх небесных начал, поэтому восьмигранными делали крещальные купели и в форме октогона строили баптистерии, мартириумы, санктуарии (святилища), мавзолеи.
Мусульманские мазары также возводили октогональными. В 687—691 годах в Иерусалиме на храмовой горе возвели мусульманское святилище: Купол скалы на восьмигранном основании. Замечательным образцом архитектурного октогона является Латеранский баптистерий церкви Сан-Джованни-ин-Латерано в Риме, построенный в IV веке при императоре Константине и перестроенный в 430-х годах при папе Сиксте III. Особенно эффектна двухъярусная колоннада внутри, повторяющая наружный восьмигранник здания. Восьмиугольными в плане являются раннехристианские постройки Равенны: церковь Сан-Витале, Баптистерий православных, Баптистерий ариан. Восьмигранник образует первый ярус Мавзолея Теодориха. Королевская капелла в Ахене, знаменующая собой начало Каролингского Возрождения в Европе, также представляет собой октогон. Восьмигранным построен Баптистерий Сан-Джованни во Флоренции.
Световые башни над средокрестиями западноевропейских готических соборов, тибуриумы и лантерны строили восьмигранными исключительно по причине прочности такой конструкции. Наиболее знамениты октогональная башня собора в Или (Англия) (1323—1330), собора в Милане (1500) в Италии и в Кутансе (1220—1275) во Франции. Восьмигранными в плане возводили здания капитулов — в Вестминстере, Йорке, Линкольне.
Исследователи раннехристианской архитектуры считают, что октогональные постройки происходят от западных образцов, но классический вид получили в Византии, на Балканах в Великой Моравии. Баптистерий кафедрального собора в Корсуни, где в 988 году происходило крещение киевского князя Владимира Святославича, также имел восьмигранный план. На Руси октогоны были исключением, в основном в качестве результата деятельности западноевропейских мастеров, как например церковь Петра Митрополита в Высоко-Петровском монастыре в Москве (1514—1517, надстроена восьмериком в 1686 году). Происхождение схемы русских церквей «восьмерик на четверике» в дереве и в камне, в частности, нарышкинского стиля, вызывает дискуссии. Но, так или иначе, они являются модификациями всеобщей центрической схемы. Восьмигранный сруб органичен для деревянных построек, так же как итальянский и византийский октогон в камне. Так, восьмерик церкви русского барокко Знамения в Перове (1690—1705) является октаконхом («сложенным» из четырёх конх, то есть выступов апсид.
Оригинальным барочным претворением византийского октогона является капелла Сан-Джованни-ин-Олео (Св. Иоанна в масле) на месте пытки святого Иоанна Евангелиста в котле с кипящим маслом у Латинских ворот в южной части Рима (построена в 1508 г., перестроена в 1657-м архитектором Ф. Борромини). Крестово-купольные, ротондальные и октогональные сооружения часто объединяют в один композиционный тип, тем более, что в них часто имеет место сочетание разнообразных конфигураций. Так, знаменитый купол флорентийского собора Санта-Мария-дель-Фьоре, построенный Филиппо Брунеллески в 1420—1436 годах, сделан восьмигранным, поскольку он опирается на восьмигранное основание средокрестия. Октогональной в плане является уникальная церковь Санта-Мария-делла-Салюте в Венеции.
- Латеранский баптистерий времён императора Константина. План. Реконструкция А. Палладио
- Церковь Сан-Витале в Равенне. План. 527
- Тибуриум собора в Или, Англия. XIV в.
- Капелла Сан-Джованни-ин-Олео. Рим. 1508. Перестройка Ф. Борромини. 1657
- План средокрестия (основания купола) собора Санта-Мария-дель-Фьоре во Флоренции. 1420—1436. Проект Ф. Брунеллески
- Церковь Санта-Мария-делла-Салюте в Венеции, 1631—1681
- Будокан (вид сверху), Токио, Япония, 1964
- Будокан (изнутри)